# Wereldkampioenschappen wielrennen 1955

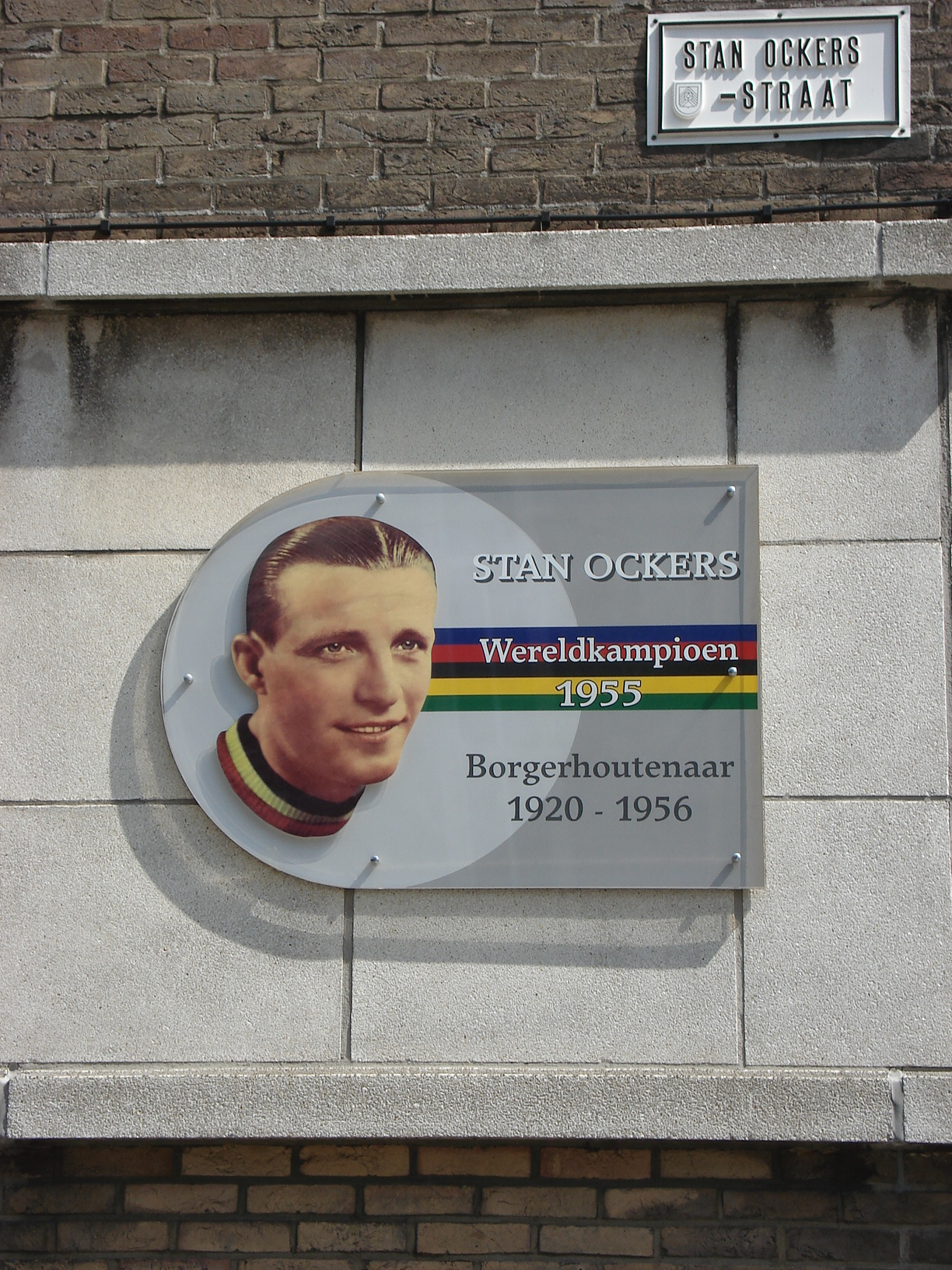

De wereldkampioenschappen wielrennen 1955 op de weg vonden plaats in Frascati (Italië) op zaterdag 27 (amateurs) en zondag 28 augustus (profs). Bij de profs reed de Belg Stan Ockers solo naar de wereldtitel met meer dan één minuut voorsprong. Hij had bij het ingaan van de voorlaatste ronde de kopgroep ingehaald en was er in de laatste ronde uit ontsnapt. De favorieten Fausto Coppi en titelverdediger Louison Bobet waren de grote verliezers, ze reden de wedstrijd niet uit. Slechts 20 van de 65 starters bereikten de finish. Geen enkele van de zeven Nederlandse deelnemers reed de wedstrijd uit.
Bij de amateurs was het podium volledig Italiaans. De Nederlander Adrianus ("Adri") van Steenselen werd vierde.

## Uitslagen

### Elite
Afstand: 293,182 km (14 ronden van bijna 21 kilometer). 65 deelnemers, 20 reden uit.
| Plaats | Renner              | Land      | Tijd     |
| ------ | ------------------- | --------- | -------- |
| 1      | Stan Ockers         | België    | 8u43'29" |
| 2      | Jean-Pierre Schmitz | Luxemburg | +1'10"   |
| 3      | Germain Derycke     | België    | +1'16"   |
| 4      | Gastone Nencini     | Italië    | z.t.     |
| 5      | Marcel Janssens     | België    | +1'40"   |
| 6      | Jacques Anquetil    | Frankrijk | z.t.     |
| 7      | Pasquale Fornara    | Italië    | +1'55"   |
| 8      | Raphaël Geminiani   | Frankrijk | +2'45"   |
| 9      | Antonin Rolland     | Frankrijk | +7'34"   |
| 10     | Bruno Monti         | Italië    | +12'52"  |

### Amateurs
Afstand: 188,442 km  (9 ronden).
| Plaats | Renner        | Land   | Tijd     |
| ------ | ------------- | ------ | -------- |
| 1      | Sante Ranucci | Italië | 5u36'09" |
| 2      | Lino Grassi   | Italië | z.t.     |
| 3      | Dino Bruni    | Italië | +1'42"   |